# 장구말

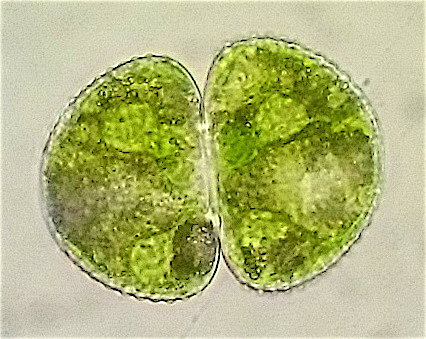
Cosmarium botrytis

장구말은 물먼지말과의 장구말속(Cosmarium)을 이룬다. 연못이나 늪과 같은 괴어 있는 물에서 자란다. 접합조류로 식물체는 단세포이며, 구형 또는 타원형이다. 몸의 중앙부가 잘록해서 이것을 경계로 대칭형의 반쪽 세포가 2개 포개져 있는 모양이다. 세포 표면은 울퉁불퉁한 돌기가 나 있는 것이 보통이며 2겹으로 되어 있는 세포벽의 안쪽은 셀룰로오스, 바깥쪽은 셀룰로오스 외에 여러 다른 물질을 함유한다.

## 같이 보기
- 먼지말목